# Climate Change
Climate Change è il decimo album in studio del rapper e cantante statunitense Pitbull, pubblicato nel marzo 2017.

## Tracce
1. We Are Strong (featuring Kiesza) – 3:36
2. Bad Man (featuring Robin Thicke, Joe Perry & Travis Barker) – 3:35
3. Greenlight (featuring Flo Rida & LunchMoney Lewis) – 4:05
4. Messin' Around (featuring Enrique Iglesias) – 3:42
5. Better on Me (featuring Ty Dolla $ign) – 3:47
6. Sexy Body (with Jennifer Lopez) – 3:43
7. Freedom – 2:55
8. Options (featuring Stephen Marley) – 3:59
9. Educate Ya (featuring Jason Derulo) – 3:33
10. Only Ones to Know (featuring Leona Lewis) – 3:50
11. Dedicated (featuring R. Kelly & Austin Mahone) – 3:56
12. Can't Have (featuring Steven A. Clark & Ape Drums) – 3:35

## Classifiche
| Paese             | Posizione più alta |
| ----------------- | ------------------ |
| Belgio (Fiandre)  | 162                |
| Belgio (Vallonia) | 186                |
| Finlandia         | 11                 |
| Stati Uniti       | 29                 |
| Svizzera          | 69                 |